# AYESHA
『AYESHA（エイシャ）』は日本の短編アニメーション映画。
監督である小原正至が一人で手描き制作した作品。主演の声は島本須美が務めた。

## 映画祭・受賞歴
- 2018 NCCC Film & Animation Festival （ニューヨーク）ファイナリストノミネート
- 2018 門真国際映画祭 タイトルロゴ賞ノミネート、大阪府知事賞・最優秀声優賞受賞[1]
- 2018 立川名画座通り映画祭　アニメ部門優秀賞、グランプリ受賞[2]
- 2018 夜空と交差する森の映画祭 ノミネート
- 2018 福井駅前短編映画祭 ノミネート
- 2018 TOKYO月イチ映画祭 ノミネート
- 2018 西東京市民映画祭 ノミネート
- 2019 おおぶショートフィルムフェスティバル ノミネート
- 2019 Seisho Cinema Fes 2nd ノミネート
- 2019 まつもと子供たちの映画祭 招待上映
- 2019 カンボジア国際映画祭　正式招待作品上映 (カンボジア)
- 2019 Damah International Film Festival ノミネート
- 2019 おやこまつり with キネコ映画祭 招待上映
- 2019 第17回中之島映画祭 ノミネート
- 2019 NEW YORK JAPAN CINEFEST 2019（アメリカ）正式招待作品上映
- 2019 Bergen International Film Festival（アメリカ）ノミネート
- 2019 New York Japan Cinefest 2019 at Yale(アメリカ)上映
- 2019 マサチューセッツ工科大学 ボストン日本映画祭(アメリカ)上映
- 2019 渋谷TANPEN映画祭CLIMAXat佐世保 ノミネート
- 2019 キネコ国際映画祭 ノミネート
- 2019 第12回オホーツク網走フィルムフェスティバル ニポネ賞
- 2019 神戸インディペンデント映画祭 ノミネート

## キャスト
- ナレーション：島本須美

## スタッフ
- 音楽・録音：Big Boom
- 英語字幕：Sameeha Anwar
- 作画・脚本・監督：小原正至